# 斯库奥达斯战役
斯库奥达斯战役是在约1259年，中世纪北方十字军入侵期间，于现立陶宛斯库奥达斯附近爆发的战役。兵力三千的萨莫吉希亚军队入侵库尔兰，并在回去的路上击败利沃尼亚骑士团，杀死33名骑士和很多更低级的士兵。就战死的骑士的数目而言，这次失利堪称利沃尼亚骑士团13世纪第八大失利。这次胜利使得瑟米加利亚人发起反抗利沃尼亚十字军的起义，这次起义从1259年持续至1272年。

## 背景
1251年，信奉异教的立陶宛大公明道加斯与利沃尼亚骑士团订立和约：他会昄依基督教，并用萨摩吉希亚、纳德鲁瓦和达伊纳瓦的部分土地换得立陶宛国王的头衔。 明道加斯在1253年7月6日加冕为王，并将和约中提到的土地割让给骑士团。骑士团在其与萨摩吉希亚的边界上修建梅梅尔城堡（克莱佩达），作为进一步扩张的基地。萨莫吉希亚人试图对新城堡发起进攻，但并不成功，后来萨摩吉希亚贵族建立军事同盟，推选阿尔格米纳斯（或阿尔梅纳斯）为他们的领导人，组织对库尔兰的突袭。1257年，萨莫吉希亚人于克莱佩达附近击败骑士团，杀死12名骑士，之后一位萨摩吉希亚使节在里加要求休战2年。 休战得到里加商人的支持，他们希望加大与萨摩吉希亚人在蜂蜡和毛皮方面的贸易。

## 战役与影响
停战期满后，萨摩吉希亚并无扩张的打算，只是再次组织对库尔兰的突袭。这次突袭也许系明道加斯所发起，而在1259年8月7日，为寻求盟友对阵在1259年劫掠立陶宛的金帐汗国，这位立陶宛国王曾将整个萨摩吉希亚交给骑士团。但是，这场战役具体的发生年份或日期都无人知晓。历史学家埃德瓦尔达斯·古达维丘斯称这场战役发生在1258年的夏末或早秋。
当萨摩吉希亚人在库尔兰劫掠时，库尔迪加的骑士团向克莱佩达请求增援。骑士团追击撤退的萨摩吉希亚军，后者要将他们的战利品带回家乡，双方在斯库奥达斯附近决战。利沃尼亚押韵编年史将战败归咎于怯懦的库洛尼亚人，他们没有抵挡住萨摩吉希亚军的攻势，逃离战场并将骑士落在那里，使暴露在敌人眼皮底下。萨莫吉希亚人受这次胜利所鼓舞，几乎马上就组织了对库尔兰的另一次突击。这时指挥骑士团的就是利沃尼亚骑士团团长布尔哈尔德·冯·霍尔恩豪森了。但是，在萨莫吉希亚人决定避免激战后，骑士团便小心翼翼，以免遭到埋伏。
这场战役激起萨莫吉希亚人对骑士团发起反抗。骑士团在战场上成事不足，便转为发起战略性战争。他们进攻特尔韦特，以期将萨摩吉希亚前哨变成条顿城堡。但这次进攻失利了，他们便在萨摩吉希亚的多贝莱和格奥尔根堡（特许是现尤尔巴尔卡斯）修筑要塞。这两座要塞随后被瑟米加利亚人和萨摩吉希亚人进攻。第二年，萨莫吉希亚人再次突击库尔兰，并激起骑士团发动杜尔贝战役，但这场战役骑士团遭到更大失利。灾祸连连，利沃尼亚骑士团得需要30年时间恢复其地位和领土。